# Eleccions legislatives daneses de 1950
Les eleccions legislatives daneses de 1950 se celebraren el 5 de setembre de 1950 (el 14 d'octubre a les illes Fèroe). El partit més votat foren els socialdemòcrates, però es formà un govern de coalició conservadora i Venstre dirigit per Erik Eriksen.
| Partit                           | Líder        | Vots           | %              | Escons         | +/-            |                |
| -------------------------------- | ------------ | -------------- | -------------- | -------------- | -------------- | -------------- |
| Socialdemokratiet                |              | 813,224        | 39,6%          | 59             | +2             |                |
| Venstre                          | Erik Eriksen | 438,188        | 21,3%          | 32             | -17            |                |
| Det Konservative Folkeparti      |              | 365,236        | 17,8%          | 27             | +10            |                |
| Danmarks Retsforbund (E)         |              | 168,784        | 8,2%           | 12             | +6             |                |
| Det Radikale Venstre             |              | 167,969        | 8,2%           | 12             | +2             |                |
| Danmarks Kommunistiske Parti (K) |              | 94,523         | 4,6%           | 7              | -2             |                |
| Schleswigsche Partei (S)         |              | 6,406          | 0,3%           | 0              | +0             |                |
| Sambandsflokkurin                |              | 1,686          |                | 1              | +1             |                |
| Javnaðarflokkurin                |              | 1,394          |                | 1              | +0             |                |
| Sjálvstýrisflokkurin             |              | 535            |                | 0              | +0             |                |
| Total                            | Total        |                |                | 151            |                |                |
| Participació                     | Participació | 81,9%          | 81,9%          | 81,9%          | 81,9%          | 81,9%          |
| Font                             | Font         | Folketinget.dk | Folketinget.dk | Folketinget.dk | Folketinget.dk | Folketinget.dk |